# Вукотич, Момчило
Мо́мчило Ву́котич (сербохорв. Momčilo Vukotić / Момчило Вукотић; 2 июня 1950, Белград — 3 декабря 2021, Белград) — югославский футболист, после завершения игровой карьеры — футбольный тренер. Выступал на позициях атакующего полузащитника и нападающего.
Рекордсмен «Партизана» по числу проведённых матчей — 791 во всех турнирах.

## Карьера

### Клубная
Стал игроком футбольной школы «Партизана» в 12 лет, а с 1968 года начал играть за основной состав. Быстро стал основным футболистом атакующей линии и одним из самых уважаемых игроков команды. Дважды становился чемпионом Югославии: в сезонах 1975/76 и 1977/78.
В июле 1978 года перешёл во французский клуб «Бордо», сыграл за который в чемпионате 1978/79 36 матчей и забил 8 мячей. После единственного сезона во Франции вернулся в «Партизан», с которым стал чемпионом в третий раз — в сезоне 1982/83.
В июне 1984 года завершил игровую карьеру и был назначен спортивным директором «Партизана». Всего за «Партизан» провёл 791 матч и забил 339 мячей, из них в первой лиге чемпионата Югославии — 396 матчей, 112 мячей.

### В сборной
Выступал за юношескую (1967—1968, 11 матчей, 4 гола) и молодёжную (1969—1974, 12 матчей, 3 гола) сборные. За первую сборную Югославии дебютировал 20 сентября 1972 года в матче против сборной Италии. Югославы уступили со счётом 1:3, единственный гол забил Вукотич.
Вукотич провёл четыре матча в отборочном турнире чемпионата Европы 1976 года, забил два мяча: в матче группового этапа со сборной Норвегии в Белграде (3:1) и четвертьфинале против сборной Уэльса в Загребе (2:0). В финальном турнире, на котором югославы проиграли оба матча и заняли последнее, четвёртое место, Вукотич не играл.
Последний матч за сборную сыграл 4 октября 1978 года в отборочном матче чемпионата Европы 1980 года, в Загребе сборная Югославии уступила сборной Испании (1:2). Всего за сборную провёл 14 матчей и забил 4 мяча.

### Тренерская
Начал тренерскую карьеру в «Партизане» в 1988 году. Позднее тренировал греческие и кипрские клубы. Возглавляя кипрский «Этникос», занял в чемпионате четвёртое место — наивысшее в истории клуба. Во время отборочного турнира чемпионата мира 2002 года входил в тренерский штаб сборной Югославии, с которой не смог выйти в финальный турнир. После этого три года возглавлял первую сборную Кипра. В отборочном турнире чемпионата Европы-2004 киприоты заняли четвёртое место в группе, что привело к началу критики работы Вукотича. Неудачный старт квалификации чемпионата мира 2006 года, когда после пяти матчей сборная Кипра набрала всего одно очко в матче против сборной Фарерских островов, привёл к отставке Вукотича.

### Смерть
Умер в возрасте 71 года в Сербии.

## Достижения
- Чемпион Югославии: 1975/76, 1977/78, 1982/83

## Статистика выступлений
| Клуб                | Сезон               | Лига | Лига | Кубки | Кубки | Еврокубки | Еврокубки | Итого | Итого |
| Клуб                | Сезон               | Игры | Голы | Игры  | Голы  | Игры      | Голы      | Игры  | Голы  |
| ------------------- | ------------------- | ---- | ---- | ----- | ----- | --------- | --------- | ----- | ----- |
| Партизан            | 1967/68             | 2    | 0    | 0     | 0     | 0         | 0         | 2     | 0     |
| Партизан            | 1968/69             | 15   | 8    | 2     | 0     | 0         | 0         | 17    | 8     |
| Партизан            | 1969/70             | 29   | 6    | 2     | 0     | 2         | 0         | 33    | 6     |
| Партизан            | 1970/71             | 32   | 12   | 1     | 0     | 2         | 0         | 35    | 12    |
| Партизан            | 1971/72             | 26   | 3    | 2     | 0     | 3         | 1         | 31    | 4     |
| Партизан            | 1972/73             | 29   | 11   | -     | -     | 0         | 0         | 29    | 11    |
| Партизан            | 1973/74             | 30   | 7    | 2     | 0     | 0         | 0         | 32    | 7     |
| Партизан            | 1974/75             | 27   | 14   | 1     | 0     | 6         | 4         | 34    | 18    |
| Партизан            | 1975/76             | 33   | 7    | 1     | 0     | 0         | 0         | 34    | 7     |
| Партизан            | 1976/77             | 0    | 0    | 0     | 0     | 0         | 0         | 0     | 0     |
| Партизан            | 1977/78             | 34   | 11   | 1     | 0     | 4         | 3         | 39    | 14    |
| Партизан            | Итого               | 257  | 79   | 12    | 0     | 17        | 8         | 286   | 87    |
| Бордо               | 1978/79             | 36   | 8    | 3     | 0     | 0         | 0         | 39    | 8     |
| Бордо               | 1979/80             | 0    | 0    | 0     | 0     | 1         | 1         | 1     | 1     |
| Бордо               | Итого               | 36   | 8    | 3     | 0     | 1         | 1         | 40    | 9     |
| Партизан            | 1979/80             | 24   | 5    | 3     | 1     | 0         | 0         | 27    | 6     |
| Партизан            | 1980/81             | 24   | 6    | 3     | 1     | 0         | 0         | 27    | 7     |
| Партизан            | 1981/82             | 30   | 9    | 1     | 0     | 0         | 0         | 31    | 9     |
| Партизан            | 1982/83             | 32   | 5    | 1     | 0     | 0         | 0         | 33    | 5     |
| Партизан            | 1983/84             | 28   | 8    | 0     | 0     | 4         | 0         | 32    | 8     |
| Партизан            | Итого               | 138  | 33   | 8     | 2     | 4         | 0         | 150   | 35    |
| Всего за «Партизан» | Всего за «Партизан» | 395  | 112  | 20    | 2     | 21        | 8         | 436   | 122   |
| Всего за карьеру    | Всего за карьеру    | 431  | 120  | 23    | 2     | 22        | 9         | 476   | 131   |